# 頻尿
頻尿（ひんにょう）は、排尿回数が異常に多い症状のこと。多尿は、尿の量そのものが多いことであり、頻尿と多尿は語義が異なる。

## 原因
- 膀胱炎
- 前立腺肥大症
- 過活動膀胱
- 尿路感染症
- 膀胱三角部炎
- 増殖性膀胱炎
- 尿道腫瘍
- 水中毒
- 認知症
- 糖尿病 - 高浸透圧性多尿による頻尿がみられることがある。
- 服用した医薬品による副作用

など

## 検査
- 尿検査
- 尿沈渣・尿細胞診
- 超音波断層撮影 - 残尿量評価や前立腺・尿道の形態を調べる。
- CT
- MRI

## 治療
1. 前立腺肥大や過活動膀胱、膀胱炎などであれば原因疾患の治療を行う。
2. ロキソプロフェンなどのNSAIDsにより尿量を減少させる方法もあるが、腎不全・高カリウム血症となる危険性があり、推奨されていない。

## その他
- 女性の場合は主に大腸菌に起因する膀胱炎が原因であるとみなされており[1]、古代には抗利尿作用（英語版）がある整腸剤として、フェヌグリーク（トリゴネラ種子）、クマリン（シナモン、桜の葉、トンカマメなど）、スパルテイン（ルピナス）が使用された[2]。
- 一般的に、焼いたジャガイモ、生姜、パセリ、大麦は水分を吸収しやすく抗利尿作用があるとされている[1]。
- 病理学的な要因がなくとも、女児は頻尿になりやすい。これは、子供は膀胱が小さいため長時間尿を溜めることが困難なこと、及び女性は尿道が短く尿道括約筋が弱いために尿意を堪えるのが困難なことによる(→尿意、尿道も参照)。
- コーヒーや緑茶などカフェインを含む飲料には利尿効果があるため、多飲すると一時的な頻尿を引き起こす場合がある。